# Michel Chasles
Michel Floréal Chasles, (Épernon, Eure-et-Loir, 15. studenog 1793. — Pariz, 18. prosinca 1880.), bio je francuski matematičar.
Chaslesu je dodijeljeno posebno predavačko mjesto iz više geometrije na Sveučilištu u Parizu. Bitno je doprinio razvoju geometrijskog smjera, koji pokušava riješiti geometrijske probleme upotrebljavajući samo geometrijske metode. Ove metode je s upjehom primjenjivao za rješavanje problema u okviru matematičke fizike, gdje postiže izvanredne rezultate istražujući Newtonove zakone privlačnosti. Osobito treba spomenuti Chaslesovo rješenje problema broja konusnih presjeka, koji ispunjavaju pet danih uvjeta; za ovo rješenje se kaže da je dalo ideju za nastanak tzv. enumerativne geometrije (grana geometrije koja se bavi brojem rješenja geometrijskog problema, uglavnom kroz teorije presjeka). Dobitnik je Copleyeve medalje 1865. Postao je član Francuske akademije znanosti 1851., član Kraljevskog društva 1854. i član Švedske akademije znanosti 1873. godine.
Njegovo ime nalazi se na popisu 72 znanstvenika ugraviranih na Eifellovom tornju.